# Convergence démocratique de Catalogne
Pour les articles homonymes, voir CDC.
Ne doit pas être confondu avec Union démocratique de Catalogne.
 (janvier 2023).
Si vous disposez d'ouvrages ou d'articles de référence ou si vous connaissez des sites web de qualité traitant du thème abordé ici, merci de compléter l'article en donnant les références utiles à sa vérifiabilité et en les liant à la section « Notes et références ».
Convergence démocratique de Catalogne (en catalan : Convergència Democràtica de Catalunya, abrégé en CDC) est un ancien parti politique centriste (marqué par l'influence du social-libéralisme) catalaniste, créé en 1974 en Catalogne par Jordi Pujol.
Allié de 1979 à 2015 avec l'Union démocratique de Catalogne au sein de la coalition Convergence et Union (CiU), il est remplacé par le Parti démocrate européen catalan. Cette décision est notamment prise pour lui permettre de se débarrasser du sigle CDC, le parti ayant été illégalement financé par des pots-de-vin versés par l'entreprise Ferrovial en échange de l'attribution de travaux publics.[réf. nécessaire]

## Historique

### Premières années
CDC se présente aux élections générales espagnoles le 15 juin 1977 en intégrant la coalition « Pacte démocratique pour la Catalogne ». La liste recueille 522 060 voix et obtient 11 députés et 5 sénateurs. Jordi Pujol et Pere Pi-Suñer, fondateurs de CDC intègrent comme ministres le conseil exécutif de la Généralité provisoire présidée par Josep Tarradellas.
Le 19 septembre 1978, CDC crée une coalition électorale avec l'Union démocratique de Catalogue et forme Convergence et Union, une alliance qui deviendra une fédération le 2 décembre 2001.
Miquel Roca Junyent, dirigeant de CDC participe à l'élaboration de la Constitution espagnole de 1978 et tente d'introduire dans le texte la notion de pluri-nationalité de l'État espagnol.
Aux législatives espagnoles de 1979, la coalition CiU totalise 484 154 voix et obtient huit députés et un sénateur, puis lors des élections de 1982, 772 673 voix soit douze députés et cinq sénateurs.

### Années Pujol: CDC aux commandes de la Généralité
À l'issue des premières élections au Parlement de Catalogne de mars 1980, CiU s'allie avec les députés d'ERC et des centristes. Ainsi, Jordi Pujol est élu président de la Généralité. CiU conserve le pouvoir jusqu'en 2003, durant 23 ans au cours de six législatures, dont trois avec une majorité absolue (1984, 1988 et 1992) et trois autres avec une majorité relative (1980, 1996 et 1999).
En 1985, Miquel Roca et CDC tentent de fonder un parti centriste dans toute l'Espagne, le Parti réformiste démocratique (PRD) pour influencer l'évolution du modèle d'État en Espagne vers une plus large décentralisation (opération Roca). Aux législatives espagnoles de 1986, CiU obtient 1 012 054 voix, 18 députés et 8 sénateurs, mais le PRD seulement 194 538 voix et aucun élu.

### Relève générationnelle: CDC dans l'opposition
Après le retrait du devant de la scène de Pujol, Artur Mas devient le candidat de CiU à la présidence de la Généralité pour les élections catalanes de 2003, où CiU obtient 46 sièges. Cependant, trois autres partis, le PSC, ERC et ICV, s'étant coalisés pour gouverner, CiU se retrouve dans l'opposition. Lors des élections suivantes, en 2006, CiU demeure la première formation politique catalane avec 48 sièges, mais doit rester dans l'opposition au gouvernement de coalition reconduit.
En 2006, le Bloc Català décide d'intégrer CDC, dont il devient la première fédération territoriale hors de la communauté autonome de Catalogne. En mars 2008, lors des élections municipales, CDC obtient 15 conseillers municipaux dans les Pyrénées-Orientales.
Lors du XVe congrès, en juillet 2008, CDC renforce son ancrage souverainiste (indépendantiste modéré) en approuvant le droit à l'autodétermination de la Catalogne.
Pour les élections européennes de juin 2009, elle fait partie de la Coalition pour l'Europe, avec d'autres partis régionalistes. Ramon Tremosa, le candidat tête de liste de la coalition, appartient à CDC.

### Retour aux commandes: CDC parti de gouvernement
En décembre 2010 ont eu lieu les élections au Parlement de Catalogne au cours desquelles CiU obtient 62 sièges de députés 135. Ne disposant pas de majorité absolue, Artur Mas est investi 129e président de la Généralité par une majorité simple au second tour et grâce à l'abstention du groupe parlementaire du PSC. Il prend ses fonctions le 27 décembre. Dans le gouvernement formé par Artur Mas, CDC comprend huit membres.
Les divergences avec le gouvernement espagnol dirigé par Mariano Rajoy poussent Artur Mas à convoquer des élections régionales anticipées le 25 novembre 2012. À l'issue du scrutin, CiU perd douze sièges et n'en conserve plus que 50. La coalition parvient cependant à former un gouvernement en bénéficiant du soutien sans participation d'ERC.
Pour les élections européennes de mai 2014, CDC se présente de nouveau sous l'étiquette Coalition pour l'Europe, avec notamment le Parti nationaliste basque comme partenaire. La Coalition obtient trois sièges, dont un pour Ramon Tremosa, qui est ainsi réélu.
En juin 2015, la CDC et l'UDC, son partenaire au sein de la coalition CiU, annoncent la rupture de leur alliance due à leurs désaccords stratégiques dans le processus d'accès à l'indépendance. La CDC forme alors une coalition électorale transpartisane, nommée Ensemble pour le oui, avec la Gauche républicaine de Catalogne et plusieurs organisations culturelles en vue des élections régionales de 2015.

### Corruption

#### Affaire Palau de la Musica
En 2017, seize accusés sont jugés pour le détournement de 24 millions d’euros entre 1999 et 2009, dont 6,6 millions d’euros pour CDC. L'argent provenait de l'entreprise de construction Ferrovial, qui s'adjugeait par ces pratiques des travaux publics, transitait sous forme de dons au Palau de la Musica et finissait dans les caisses de CDC ou de certains de ses dirigeants. Les commissions ont progressivement augmenté « parce que Convergence voulait plus d’argent ».
Les premières audiences se tiennent en mars 2017,. Le jugement intervient le 15 janvier 2018. Parmi les condamnés, les dirigeants du palais de la musique de Barcelone, Felix Millet et Jordi Montull, écopent respectivement de 116 mois et 90 mois de prison. L'ancien trésorier de CDC, Daniel Osacar, est condamné à 53 mois de prison[réf. nécessaire].

### Dernier congrès
Le 8 juillet 2016, lors de son dernier congrès, la décision est prise de remplacer la CDC par le Parti démocrate catalan. La CDC n'est cependant pas formellement dissoute.

## Organisation

### Principaux dirigeants
Présidents :
1. Ramón Trías Fargas (es) (1979-1989)
2. Jordi Pujol (1989-2012)
3. Artur Mas (2012-2016)

Secrétaires généraux :
1. Jordi Pujol (1976-1989)
2. Miquel Roca Junyent (1989-1996)
3. Pere Esteve (en) (1996-2000)
4. Artur Mas (2000-2012)
5. Oriol Pujol i Ferrusola (2012-2013)

### Structure en Catalogne nord (CDC 66)
La Convergence démocratique de Catalogne (CDC) a également existé côté français, dans le département des Pyrénées-Orientales (66). Il s'agissait d'une fédération indépendante du parti sud-catalan, fondée le 3 décembre 2006 à Perpignan lors d'un congrès de transformation du Bloc Català, un parti nord-catalan qui existait depuis 2001. À sa création, CDC adhère à la fédération Régions et peuples solidaires (R&PS).
Selon la CDC, les habitants de la Catalogne nord forment « une communauté de destin ». Elle prône une démocratie de proximité proche des citoyens et des problématiques des territoires européens. Dans ce sens, la principale revendication de la CDC est la création, en France, d’une région Catalogne du Nord, comme le permet l'article 72 de la Constitution française.

#### Personnalités de la CDC 66
- Jordi Vera, président de la CDC 66 de 2006 à 2016, conseiller municipal de Perpignan (2008-2014)
- Donald Smith, vice-président de la CDC 66
- Marie-Claude Grégoire, vice-présidente de la CDC 66
- Roger Segura, président du conseil fédéral de la CDC 66, ancien conseiller municipal de Thuir
- Yves Porteix, maire de Sorède depuis 1989
- Alexandre Puignau, maire des Cluses depuis 2001
- Pierre Bataille, maire de Fontrabiouse depuis 2001, conseiller général de Mont-Louis (2011-2015)

En décembre 2016, soit cinq mois après le dernier congrès du parti sud-catalan, la fédération des Pyrénées-Orientales annonce sa dissolution afin d'intégrer pleinement la démarche « Oui au pays catalan » à laquelle elle participait et qui s'est elle-même structurée en parti politique lors d'un congrès fondateur le 15 octobre 2016.

## Résultats électoraux

### Parlement de Catalogne
| Année | Chef de file | Voix | %    | #    | Sièges   | Gouvernement |
| ----- | ------------ | ---- | ---- | ---- | -------- | ------------ |
| 1980  | Jordi Pujol  | CiU  | CiU  | CiU  | 35 / 135 | Pujol I      |
| 1984  | Jordi Pujol  | CiU  | CiU  | CiU  | 56 / 135 | Pujol II     |
| 1988  | Jordi Pujol  | CiU  | CiU  | CiU  | 54 / 135 | Pujol III    |
| 1992  | Jordi Pujol  | CiU  | CiU  | CiU  | 54 / 135 | Pujol IV     |
| 1995  | Jordi Pujol  | CiU  | CiU  | CiU  | 46 / 135 | Pujol V      |
| 1999  | Jordi Pujol  | CiU  | CiU  | CiU  | 43 / 135 | Pujol VI     |
| 2003  | Artur Mas    | CiU  | CiU  | CiU  | 34 / 135 | Opposition   |
| 2006  | Artur Mas    | CiU  | CiU  | CiU  | 34 / 135 | Opposition   |
| 2010  | Artur Mas    | CiU  | CiU  | CiU  | 45 / 135 | Mas I        |
| 2012  | Artur Mas    | CiU  | CiU  | CiU  | 36 / 135 | Mas II       |
| 2015  | Artur Mas    | JxSí | JxSí | JxSí | 29 / 135 | Puigdemont   |

### Cortes Generales
| Année | Chef de file         | Congrès des députés | Congrès des députés | Congrès des députés | Congrès des députés | Sénat  | Gouvernement                                       |
| Année | Chef de file         | Voix                | %                   | #                   | Sièges              | Sénat  | Gouvernement                                       |
| ----- | -------------------- | ------------------- | ------------------- | ------------------- | ------------------- | ------ | -------------------------------------------------- |
| 1977  | Jordi Pujol          | PDPC (ca)           | PDPC (ca)           | PDPC (ca)           | 5 / 47              | 2 / 16 | Soutien                                            |
| 1979  | Jordi Pujol          | CiU                 | CiU                 | CiU                 | 7 / 47              | 1 / 16 | Opposition                                         |
| 1982  | Miquel Roca          | CiU                 | CiU                 | CiU                 | 8 / 47              | 4 / 16 | Opposition                                         |
| 1986  | Miquel Roca          | CiU                 | CiU                 | CiU                 | 13 / 47             | 7 / 16 | Opposition                                         |
| 1989  | Miquel Roca          | CiU                 | CiU                 | CiU                 | 13 / 46             | 8 / 16 | Opposition                                         |
| 1993  | Miquel Roca          | CiU                 | CiU                 | CiU                 | 12 / 47             | 6 / 16 | Soutien (1993-09/1995) ; opposition (09/1995-1996) |
| 1996  | Joaquim Molins       | CiU                 | CiU                 | CiU                 | 11 / 46             | 6 / 16 | Soutien                                            |
| 2000  | Xavier Trias         | CiU                 | CiU                 | CiU                 | 10 / 46             | 6 / 16 | Opposition                                         |
| 2004  | Jordi Vilajoana (ca) | CiU                 | CiU                 | CiU                 | 6 / 47              | 4 / 16 | Minorité                                           |
| 2008  | Pere Macias (ca)     | CiU                 | CiU                 | CiU                 | 6 / 47              | 4 / 16 | Minorité                                           |
| 2011  | Pere Macias (ca)     | CiU                 | CiU                 | CiU                 | 10 / 47             | 7 / 16 | Opposition                                         |
| 2015  | Francesc Homs        | DiL                 | DiL                 | DiL                 | 7 / 47              | 5 / 16 | Opposition                                         |
| 2016  | Francesc Homs        | 483 488             | 13,90               | 4e                  | 8 / 47              | 2 / 16 | Opposition                                         |

### Parlement européen
| Année | Chef de file         | Voix     | %        | #        | Sièges | Groupe |
| ----- | -------------------- | -------- | -------- | -------- | ------ | ------ |
| 1987  | Carles Gasòliba (ca) | CiU      | CiU      | CiU      | 2 / 58 | LDR    |
| 1989  | Carles Gasòliba (ca) | CiU      | CiU      | CiU      | 1 / 53 | ELDR   |
| 1994  | Carles Gasòliba (ca) | CiU      | CiU      | CiU      | 2 / 64 | ELDR   |
| 1999  | Pere Esteve (ca)     | CiU      | CiU      | CiU      | 2 / 64 | ELDR   |
| 2004  | Ignasi Guardans (ca) | Galeusca | Galeusca | Galeusca | 1 / 54 | ADLE   |
| 2009  | Ramon Tremosa        | CpE      | CpE      | CpE      | 1 / 50 | ADLE   |
| 2014  | Ramon Tremosa        | CpE      | CpE      | CpE      | 1 / 54 | ADLE   |